# Чемпионат Беларуси по футболу среди женщин 2005
Чемпионат Белоруссии по футболу среди женщин 2005. Турнир проходил два круга. Второй раз подряд чемпионом стал «Университет-Двина».

## Тренеры
| Команда                     | Тренер                                                                                       |
| --------------------------- | -------------------------------------------------------------------------------------------- |
| Университет-Двина (Витебск) | Наумов, Виктор Альбертович                                                                   |
| «Бобруйчанка» (Бобруйск)    | Касаткин, Николай Фёдорович                                                                  |
| «Надежда» (Могилёв)         | Ласточкин, Александр Васильевич                                                              |
| Жемчужина (Брест)           | Горбач, Николай Николаевич                                                                   |
| Текстильщик (Орша)          |                                                                                              |
| Зорка-БДУ (Минск)           | тренеры Булыгина, Ирина Иосифовна; Вышедко, Яна Анатольевна; Гапанович, Татьяна Владимировна |
| Молодечно                   | Пелевин, Александр Викторович                                                                |

## Турнирная таблица
Турнирная таблица после матчей 18 сентября 2005
| М | Команда           | И  | В | Н | П | Мячи    | ±   | О  |
| - | ----------------- | -- | - | - | - | ------- | --- | -- |
| 1 | Университет-Двина | 8  | 8 | 0 | 0 | 37 − 0  | +37 | 24 |
| 2 | «Надежда»         | 8  | 6 | 0 | 2 | 35 − 5  | +30 | 18 |
| 3 | Зорка-БДУ         | 8  | 5 | 1 | 2 | 21 − 10 | +11 | 16 |
| 4 | Жемчужина         | 9  | 3 | 2 | 4 | 17 − 14 | +3  | 11 |
| 5 | Молодечно         | 10 | 3 | 1 | 6 | 10 − 27 | −17 | 10 |
| 6 | Бобруйчанка       | 7  | 1 | 1 | 5 | 6 − 27  | −21 | 4  |
| 7 | Текстильщик       | 8  | 0 | 1 | 7 | 3 − 46  | −43 | 1  |

И — игры, В — выигрыши, Н — ничьи, П — проигрыши, Мячи — забитые и пропущенные голы, ± — разница голов, О — очки

## Бомбардиры
По состоянию после игр, проведенных 3 июля
| Игрок         | Клуб              | Число голов |
| ------------- | ----------------- | ----------- |
| О. Знайдёнова | Надежда           | 7           |
| Чукисова      | Университет-Двина | 5           |
| Манжук        | Надежда           | 4           |
| Лучёнок       | Зорка-БДУ         |             |
| Николаева     | Университет-Двина |             |

## Календарь
| 31 мая 2005 1 тур | «Надежда» | 3:0   | «Зорка-БДУ»                             | Могилёв |
| |           | [ 2 ] | - О. Знайдёнова 5′, 87′ - Пекарская 18′ | Стадион: «Гороно» Зрителей: 100 Судья: В. Вербицкий (Кобрин) Помощники судьи: И. Сафарьян (Минск) и Горькая (Могилёв) |
| «Надежда»: Татьяна Маховская, Ольга Пекарская, Ольга Манжук, Ирина Болматова, Галина Станкевич, Наталья Ласточкина (к), Алеся Зятева, Александра Рудницкая, Оксана Знайдёнова, Антонина Балабайкина (Ольга Москалёва, 82'), Клавдия Софьина (Светлана Знайдёнова, 55) «Зорка-БДУ»: Марина Хомякова, Диана Тропникова, Елена Ходорович, Анна Зуева, Светлана Рыжова (к), Анна Бондаренко, Юлия Симонова, Алеся Слышкина (Екатерина Сень, 88'), Мария Суша (Татьяна Кенда, 34'), Екатерина Бакунович, Тамара Мурашко (Елена Кашина, 46') |           |       |                                         | |

| 1 июня 2005 1 тур | «Бобруйчанка» | 0:7   | «Университет»                                                                       | Осиповичи |
| |               | [ 2 ] | - Малиновская 3′ - Чукисова 9′, 58′, 80′ - Николаева 18′, 33′ (пен.) - Луцкевич 56′ | Стадион: «Юность» Зрителей: 100 Судья: Никита Пыреев (Минск) Помощники судьи: Шептунов и Грузд (оба — Минск) |
| «Бобруйчанка»: Мария Дашковская, Инна Белявская, Анастасия Куницкая, Елена Барило, Екатерина Рафаленок, Светлана Мирная, Захарова (Виктория Бундюкова, 88'), Ольга Давыдович (к), Виктория Ворончихина (Инга Рейдольф, 46'), Екатерина Ещик, Диана Комар «Университет»: Светлана Новикова (Инна Ботяновская, 70'), Коношонок (Анастасия Хаванская, 57'), Алина Васильева, Ирина Николаева, Зоя Малиновская, Екатерина Кучинская, Екатерина Луцкевич, О. Новикова (к), Екатерина Жукова (Борисенко, 62'), Чукисова, Елена Бузинова (Татьяна Киселёва, 49') |               |       |                                                                                     | |

| 5 июня 2005 1 тур | «Надежда» | 0:1   | «Университет-Двина» | Могилёв |
| |           | [ 2 ] | - Чукисова 61′      | Стадион: «Спартак» Зрителей: 100 Судья: Зубковский (Минск) Помощники судьи: Шептунов и Грузд (оба — Минск) |
| «Надежда»: Татьяна Маховская, Надежда Туркова, Ольга Пекарская, Ольга Манжук, Ирина Болматова, Галина Станкевич, Наталья Ласточкина (к), Алеся Зятева, Александра Рудницкая, Оксана Знайдёнова (Светлана Знайдёнова, 64'), Антонина Балабайкина (Виктория Любенкова, 70') «Университет-Двина»: Светлана Новикова, Канашонок, Алина Васильева, Ирина Николаева, Зоя Малиновская, Екатерина Кучинская, Екатерина Луцкевич (Киселёва, 80'), О. Новикова (к), Екатерина Жукова (Ирина Третьякова, 81'), Чукисова, Елена Бузинова (Хованская, 53) |           |       |                     | |

| 5 июня 2005 1 тур | «Бобруйчанка»  | 1:5   | «Молодечно»                                      | Бобруйск                                                                              |
| | - Бундюкова 3′ | [ 2 ] | - Авхимович 17′, 46′ - Якель 31′ - Рейт 41′, 64′ | Зрителей: 50 Судья: Смирных (Минск) Помощники судьи: Сафарьян и Цветков (оба — Минск) |
| «Бобруйчанка»: Мария Дашковская, Инна Белявская, Анастасия Куницкая, Светлана Мирная, Екатерина Рафаленок, Ольга Давыдович (к), Елена Барило (Елизавета Степанова, 46'), Екатерина Ещик, Инга Рейдольф, Диана Комар, Виктория Бундюкова «Молодечно»: Татьяна Дубатовко, Татьяна Новикова, Ольга Радько, Оксана Радченко (Инна Сытько, 61'), Мария Курдун, Светлана Милошевская, Елена Адамчук (к) (Валентина Неруш, 73'), Инна Альховик, Екатерина Рейт, Екатерина Авхимович, Виктория Якель (Ольга Терешко, 61') |                |       |                                                  |                                                                                       |

| 19 июня 2005 2 тур | «Бобруйчанка»  | 1:7   | «Надежда»                                                                                           | Бобруйск                                                                                                 |
| | - Куницкая 88′ | [ 5 ] | - Манжук 17′, 90′ (пен.) - О. Знайдёнова 55′, 83′ - Ласточкина 58′ - С. Знайдёнова 72′ - Зятева 80′ | Стадион: воинской части Зрителей: 50 Судья: Цинкевич Помощники судьи: Горькая и Банковский (оба - Минск) |
| «Бобруйчанка»: Елизавета Степанова, Инна Белявская, Анастасия Куницкая, Екатерина Рафаленок, Анастасия Тарасевич, Екатерина Ещик, Виктория Бундюкова (Захарова, 57'), Инга Рейдольф (Диана Комар, 71'), Елена Барило, Ольга Давыдович, Светлана Мирная «Надежда»: Татьяна Маховская (Екатерина Щетько, 75'), Ольга Пекарская, Ольга Манжук, Ирина Болматова, Галина Станкевич, Наталья Ласточкина (Александра Рудницкая, 61'), Алеся Зятева, Оксана Знайдёнова, Мария Крушкина, Антонина Балабайкина (Светлана Знайдёнова, 53'), Виктория Любенкова |                |       | | |

| 19 июня 2005 2 тур | «Зорка-БДУ»     | 1:1   | «Жемчужина»  | Минск |
| | - Бакунович 33′ | [ 5 ] | - Савчук 13′ | Стадион: «Домостроитель» Зрителей: 50 Судья: Майоров (Минск) Помощники судьи: Дубицкий и Семенов (оба - Минск) |
| «Зорка-БДУ»: Марина Хомякова, Анна Бондаренко, Юлия Симонова, Елена Кашина (Елена Ходорович, 76'), Екатерина Бакунович, Мария Суша, Татьяна Кенда (Анна Зуева, 85'), Светлана Рыжова, Марина Лученок, Тамара Мурашко, Диана Тропникова «Жемчужина»: Татьяна Сенюта, Татьяна Андреева, Елена Ничипорук, Людмила Григович, Нина Охримук, Лиана Мирошниченко, Наталья Глядко, Ольга Слыш, Лилия Киселевич, Наталья Савчук, Анна Пилипенко |                 |       |              | |

| 19 июня 2005 2 тур | «Молодечно»                      | 3:1   | «Текстильщик»    | Молодечно                                                                                         |
| | - Адамчук 20′ - Терешко 30′, 65′ | [ 5 ] | - О. Волкова 66′ | Стадион: СДЮШ-2 Зрителей: 100 Судья: Зубковский (Минск) Помощники судьи: Шептунов и Грузд (Минск) |
| «Молодечно»: Дубатовко, Т. Новикова, Курдун (Сытько, 46'), Радько, Милошевская (Рейт, 58'), Жулева (Ерошова, 80'), Радченко, Адамчук, Авхимович, Терешко, Якель (Тропникова, 85') «Текстильщик»: Марина Исакович, Анна Яблокова, Татьяна Сторожева, Татьяна Новикова (Алла Дубина, 66'), Алеся Горень (Анна Шаклеина, 46'), Тамара Драгилева, Оксана Урезалова (Наталья Юрьева, 59'), Ольга Волкова, Оксана Клыковская (Елена Зюзькова, 46'), Лущинская, Людмила Буцневич |                                  |       |                  |                                                                                                   |

| 26 июня 2005 4 тур | «Надежда»                                                                | 6:0   | «Молодечно» | Могилёв |
| | - О. Знайдёнова 12′, 63′, 82′ (пен.) - Манжук 76′, 88′ - Балабайкина 77′ | [ 6 ] |             | Стадион: «Спартак» Зрителей: 200 Судья: Майоров (Минск) Помощники судьи: Пашкевич (Минск) и Туровская (Бобруйск) |
| «Надежда»: Татьяна Маховская (Екатерина Щетько, 80'), Надежда Туркова, Ольга Манжук, Светлана Знайденова (Наталья Ласточкина, 75'), Ирина Болматова, Галина Станкевич, Алеся Зятева, Оксана Знайдёнова, Ольга Пекарская (Ольга Москалёва, 83'), Мария Крушкина (Виктория Любенкова, 79'), Антонина Балабайкина «Молодечно»: К. Волкова, Милашевская, Авхимович, Сытько (Ерошова, 87'), Радько (Казубовская, 87'), Терешко, Адамчук, Якель (Альховик, 87'), Жулева, Кудрина (Рейт, 54'), Т. А. Новикова |                                                                          |       |             | |

| 26 июня 2005 | «Текстильщик»   | 1:6   | «Зорка-БДУ»                                                                | Орша |
| | - Лущинская 35′ | [ 6 ] | - Марина Лученок 20′ (пен.), 29′, 79′ - Мурашко 42′ - Суша 50′ - Киосе 84′ | Стадион: Текстильщик Зрителей: 50 Судья: Лознюха (Минск) Помощники судьи: Цветков и Никита Пыреев (оба — Минск) |
| «Текстильщик»: Исакович, Яблокова, Драгилева, Ольга Волкова (Юрьева, 46'), Петрачкова, Урезалова, Клыковская (Зюзькова, 79'), Буцневич (Горень, 46'), Сторожева, Лущинская, Т. В. Новикова «Зорка-БДУ»: Марина Хомякова, Анна Бондаренко, Юлия Симонова, Светлана Рыжова, Марина Лученок, Мария Суша, (Екатерина Сень, 83'), Анна Зуева (Татьяна Кенда, 46'), Екатерина Бакунович (Анастасия Попова, 83'), Диана Тропникова (Татьяна Киосе, 67'), Тамара Мурашко, Елена Ходорович (Елена Кашина, 67') |                 |       |                                                                            | |

| 26 июня 2005 4 тур | «Жемчужина» | 0:2   | «Университет-Двина»            | Брест                                                                                                |
| |             | [ 4 ] | - Земерова 40′ - Хаванская 79′ | Стадион: «Локомотив» Зрителей: 50 Судья: Цинкевич Помощники судьи: Ковалев и Шилев (оба — Осиповичи) |
| «Жемчужина»: Синюта, Татьяна Андреева, Ничипорук, Охремук, Мирошниченко, Наталья Глядко, Ольга Слыш, Киселевич, Григович, Пилипенко, Савчук «Университет-Двина»: Светлана Новикова, Коношонок, Алина Васильева, Ирина Николаева, Зоя Малиновская, Земерова (Анастасия Хаванская, 58'), Екатерина Луцкевич, О. Новикова, Екатерина Жукова (Ирина Третьякова, 69'), Чукисова (Борисенко, 82'), Киселёва (Елена Бузинова, 52') |             |       |                                | |

| 3 июля 2005 5-й тур | «Университет-Двина» | 10:0  | «Текстильщик» | Витебск |
| | - О. Новикова 1′, 13′, 49′ - Чукисова 11′ - Волкова 22′ (авт.) - Николаева 24′ - Малиновская 28′ - Коношонок 71′ - Луцкевич 85′ - Киселёва 89′ | [ 4 ] |               | Стадион: Витебский ЦСК Зрителей: 250 Судья: Изотов (Минск) Помощники судьи: Потапова, Лущинская (обе — Витебск) |
| «Университет-Двина»: Светлана Новикова (Инна Ботяновская, 78'), Коношонок, Алина Васильева, Ирина Николаева, Малиновская, Земерова (Киселёва, 53'), Екатерина Луцкевич, О. Новикова (Елена Бузинова, 58'), Екатерина Жукова (Анастасия Хаванская, 57'), Чукисова, Екатерина Кучинская «Текстильщик»: Исакович, Клыковская (Юрьева, 59'), Урезалова, Зюзькова, Ольга Волкова, Драгилева, Яблокова, Сторожева, А. Лущинская, Горень, Буцневич | |       |               | |

| 3 июля 2005 | «Бобруйчанка»                      | 2:1   | «Жемчужина»     | Бобруйск |
| | - Нагорная 20′ (пен.) - Савчук 64′ | [ 4 ] | - Давыдович 50′ | Стадион: «Фандок» Зрителей: 50 Судья: Смирных (Минск) Помощники судьи: Драгилевский (Минск) и Горькая (Могилёв) |
| «Бобруйчанка»: Мария Дашковская, Ольга Давыдович, Анастасия Куницкая (Богомолова, 75'), Ольга Нагорная, Елена Барило, Екатерина Рафаленок, Екатерина Запруднова, Анастасия Тарасевич, Светлана Мирная, Кондракова (Инга Рейдольф, 32'; Виктория Бундюкова, 61'), Инна Белявская «Жемчужина»: Синюта (Ракитянская, 45'), Татьяна Андреева, Ничипорук, Охремук, Мирошниченко, Наталья Глядко, Ольга Слыш, Киселевич, Пилипенко (Каменец, 53'), Савчук, Островец |                                    |       |                 | |

| 5 июля 2005 | «Молодечно» | –:– | «Текстильщик» |  |

| 10 июля 2005 | «Зорка-БДУ» | 0:2   | «Университет-Двина»                   | Минский район                                                                                                 |
| |             | [ 7 ] | - Николаева 63′ (пен.) - Чукисова 78′ | Стадион: «Дарида» Зрителей: 100 Судья: Евневич (Минск) Помощники судьи: Никита Пыреев и Цветков (оба — Минск) |
| «Зорка-БДУ»: Марина Хомякова, Анна Бондаренко, Тамара Мурашко, Елена Кашина (Елена Ходорович, 12'), Мария Суша, Анна Зуева (Татьяна Кенда, 46'), Екатерина Бакунович (Екатерина Сень, 69'), Светлана Рыжова, Марина Лученок, Диана Тропникова, Татьяна Киосе «Университет-Двина»: Светлана Новикова, Коношонок (Анастасия Хаванская, 65'), Алина Васильева, Ирина Николаева, Зоя Малиновская, Земерова (Киселёва, 57'), Екатерина Луцкевич (Елена Бузинова, 88'), О. Новикова, Екатерина Жукова (Ирина Третьякова, 78'), Чукисова, Екатерина Кучинская |             |       |                                       | |

| 10 июля 2005 | «Текстильщик» | 0:0   | «Бобруйчанка» | Орша |
| |               | [ 7 ] |               | Стадион: льнокомбината Зрителей: 70 Судья: В. Вербицкий (Кобрин) Помощники судьи: Горькая (Могилёв) и Пашкевич (Минск) |
| «Текстильщик»: Синченко, Зюзькова, Драгилева, Буцневич, Т. Новикова, Горень, Ольга Волкова, Лущинская, Сторожева (Клыковская, 35'; Казимирская, 74'), Урезалова, Яблокова «Бобруйчанка»: Мария Дашковская, Ольга Давыдович, Анастасия Куницкая, Виктория Бундюкова, Ольга Нагорная, Елена Барило, Екатерина Рафаленок, Екатерина Запруднова, Анастасия Тарасевич, Светлана Мирная, Инна Белявская |               |       |               | |

| 10 июля 2005 | «Жемчужина» | 0:3   | «Надежда»                                        | Брест |
| |             | [ 8 ] | - Манжук 51′ - С. Знайдёнова 85′ - Пекарская 87′ | Стадион: «Локомотив» Зрителей: 30 Судья: Романов (Мозырь) Помощники судьи: Сазанович и Гетиков (оба — Гомель) |
| «Жемчужина»: Ракитянская, Татьяна Андреева, Ничипорук, Охримук, Мирошниченко, Наталья Глядко, Ольга Слыш, Григович (Каменец, 88'), Савчук, Островец, Пилипенко «Надежда»: Татьяна Маховская, Надежда Туркова, Ольга Пекарская, Ольга Манжук, Светлана Знайдёнова, Ирина Болматова, Галина Станкевич, Наталья Ласточкина, Алеся Зятева (Виктория Любенкова, 88'), Оксана Знайдёнова (Ольга Москалёва, 88'), Антонина Балабайкина |             |       |                                                  | |

| 17 июля 2005 | «Зорка-БДУ»                               | 4:1   | «Бобруйчанка» | Минск                                                                                                   |
| | - Киосе 9′ - Лученок 27′ (пен.), 53′, 66′ | [ 8 ] | - Мирная 14′  | Стадион: ДСК Зрителей: 100 Судья: Майоров (Минск) Помощники судьи: Банковский и Горькая (оба — Могилёв) |
| «Зорка-БДУ»: Марина Хомякова, Анна Бондаренко (к), Тамара Мурашко, Елена Кашина (Елена Ходорович, 53'), Мария Суша, Анна Зуева (Татьяна Кенда, 17'), Екатерина Бакунович (Анастасия Попова, 50'), Светлана Рыжова, Марина Лученок, Диана Тропникова (Екатерина Стрельчик, 65'), Татьяна Киосе «Бобруйчанка»: Мария Дашковская, Анастасия Тарасевич, Екатерина Запруднова, Анастасия Куницкая, Инга Рейдольф (Виктория Бундюкова, 68'), Елена Барило, Ольга Давыдович, Светлана Мирная, Екатерина Рафаленок, Ольга Нагорная, Инна Белявская |                                           |       |               | |

| 17 июля 2005 | «Университет-Двина»                                            | 4:0   | «Молодечно» | Витебск |
| | - Николаева 18′ (пен.) - Чукисова 61′, 73′ - Сытько 71′ (авт.) | [ 8 ] |             | Стадион: ЦСК Зрителей: 50 Судья: Зубковский (Минск) Помощники судьи: Пашкевич (Минск) и Потапова (Витебск) |
| «Университет-Двина»: Светлана Новикова, Коношонок, Алина Васильева, Ирина Николаева (Борисенко, 71'), Зоя Малиновская, Земерова (Ирина Третьякова, 65'), Екатерина Луцкевич (Хованская, 60'), О. Новикова, Елена Бузинова (Екатерина Жукова, 28'), Чукисова (Киселёва, 28'), Екатерина Кучинская «Молодечно»: К. Волкова, Милошевская, Авхимович, Сытько, Радько (Казубовская, 89'), Терешко, Адамчук, Якель (Рейт, 46'), Жулева (Альховик, 89'), Т. Новикова, Курдун |                                                                |       |             | |

| 24 июля 2005 | «Текстильщик» | 0:11  | «Надежда» | Орша |
| |               | [ 9 ] | - Манжук 3′ - Балабайкина 5′, 87′ - Ласточкина 37′ - С. Знайдёнова 59′, 84′ - Станкевич 62′ - Зятева 65′ - Москалёва 78′ - О. Знайдёнова 80′ - О. Волкова 85′ (авт.) | Стадион: «Текстильщик» Зрителей: 50 Судья: Изотов (Минск) Помощники судьи: Никита Пыреев и И. Сафарьян (оба — Минск) |
| «Текстильщик»: Синиченко, Борисенко, Горень, Буцневич, Драгилева, Зюзькова, Яблокова, Урезалова, Т. Новикова, Ольга Волкова, Лущинская «Надежда»: Екатерина Щетько (Татьяна Маховская, 46'), Надежда Туркова, Ольга Пекарская (Ольга Москалёва, 68'), Ольга Манжук, Светлана Знайдёнова (Анна Ильянкова, 86'), Ирина Болматова (Виктория Любенкова, 73'), Галина Станкевич (Александра Рудницкая, 86'), Наталья Ласточкина, Алеся Зятева, Оксана Знайдёнова, Антонина Балабайкина |               |       | | |

| 6 августа 2005 | «Зорка-БДУ»                               | 3:2    | «Надежда»                          | Минск |
| | - Авхимович 4′ - Рыжова 74′ - Лученок 80′ | [ 10 ] | - Балабайкина 17′ - Ласточкина 49′ | Стадион: РЦОР-БГУ Зрителей: 100 Судья: Сорока (Смолевичи) Помощники судьи: Фомин (Жодино) и Кравчук (Минск) |
| «Зорка-БДУ»: Марина Хомякова, Анна Бондаренко (к), Елена Ходорович, Татьяна Кенда, Светлана Рыжова, Мария Суша, Екатерина Авхимович, Марина Лученок, Екатерина Стрельчик (Анастасия Попова, 36'; Алеся Слышкина, 68'), Диана Тропникова, Татьяна Киосе «Надежда»: Татьяна Маховская, Надежда Туркова, Ольга Пекарская, Ольга Манжук, Светлана Знайдёнова, Ирина Болматова, Галина Станкевич, Наталья Ласточкина (к), Алеся Зятева, Оксана Знайдёнова, Антонина Балабайкина (Ольга Москалёва, 66') |                                           |        |                                    | |

| 7 августа 2005 | «Жемчужина» | 0:0    | «Молодечно» | Брест |
| |             | [ 10 ] |             | Стадион: «Локомотив» Зрителей: 50 Судья: Цуканов (Гомель) Помощники судьи: Туровская и Андриевская (обе — Бобруйск) |
| «Жемчужина»: Ракитянская, Татьяна Андреева, Мартынюк, Ничипорук, Охримук, Наталья Глядко, Ольга Слыш, Киселевич, Григович, Пилипенко, Савчук (Мирошниченко, 67') «Молодечно»: Дубатовка, Милошевская, Якель, Адамчук, Сытько (Ратько, 43'), Жулева (Казубовская, 70'), Новикова, Терешко, Неруш, Рейт, Курдун |             |        |             | |

| 21 августа 2005 | «Молодечно»  | 1:5    | «Жемчужина»                                                         | Молодечно                                                                                                  |
| | - Курдун 55′ | [ 11 ] | - Пилипенко 32′ - Киселевич 69′, 79′ - Мартынюк 80′ - Ничипорук 90′ | Стадион: СДЮШОР-2 Зрителей: 50 Судья: Изотов (Минск) Помощники судьи: Лущинская и Потапова (обе — Витебск) |
| «Молодечно»: К. Волкова, Милошевская, Радько, Радченко, Терешко, Неруш, Рейт (Мария Курдун, 46'), Адамчук, Якель, Жулева (Казубовская, 71'), Т. А. Новикова (к) «Жемчужина»: Ракитянская, Татьяна Андреева, Григович, Охримук, Алла Мартынюк, Ольга Слыш (Каменец, 88'), Лилия Киселевич (Островец, 86'), Наталья Глядко (к), Анна Пилипенко, Гудченко (Мирошниченко, 46'), Елена Ничипорук |              |        |                                                                     | |

| 28 августа 2005 | «Жемчужина»                                                            | 7:1    | «Текстильщик» | Брест |
| | - Мирошниченко 10′ - Пилипенко 32′, 57′, 75′, 77′ - Киселевич 36′, 67′ | [ 11 ] | - Горень 7′   | Стадион: «Локомотив» Зрителей: 30 Судья: Зубковский (Минск) Помощники судьи: Грузд и И. Сафарьян (оба — Минск) |
| «Жемчужина»: Ракитянская, Татьяна Андреева (Гудченко, 61'), Григович, Охримук, Мартынюк, Ольга Слыш (Каменец, 81'), Ничипорук, Мирошниченко (Островец, 76'), Наталья Глядко (к), Пилипенко (Савчук, 86'), Киселевич «Текстильщик»: Исакович, Лущинская, Ольга Волкова, Юбина (Т. В. Новикова, 46'), Казимирская, Шаклеина (Петрова, 70'), Зюзькова, Горень (к), Драгилева, Буцневич, Клыковская |                                                                        |        |               | |

| 4 сентября 2005 | «Текстильщик» | 0:1    | «Молодечно»   | Орша |
| |               | [ 11 ] | - Адамчук 10′ | Стадион: «Текстильщик» Зрителей: 100 Судья: Изотов (Минск) Помощники судьи: Дорник и Тишкевич (оба — Минск) |
| «Текстильщик»: Исакович, Яблокова, Драгилева, Ольга Волкова, Буцневич (Урезалова, 76'), Казимирская, Зюзькова, Горень (к), Лущинская (Майорова, 93'), Борисенко, Шаклеина (Т. В. Новикова, 57') «Молодечно»: Дубатовко, Радько, Радченко, Терешко (Неруш, 63'), Рейт, Елена Адамчук, Якель (Тропникова, 88'), Т. А. Новикова, Галина Станкевич, Курдун (Казубовская, 90'), Тамкович |               |        |               | |

|  | «Текстильщик» | 0:8 | «Университет-Двина» |  |

| 11 сентября 2005 | «Университет-Двина»                      | 3:0    | «Жемчужина» | Витебск |
| | - О. Новикова 60′ - Жукова 65′ - Лис 68′ | [ 12 ] |             | Стадион: Витебский ЦСК Зрителей: 150 Судья: Чижик (Минск) Помощники судьи: Гуща и Драчевский (оба — Минск) |
| «Университет-Двина»: Светлана Новикова (Инна Ботяновская, 89'), Алина Васильева, Екатерина Кучинская (Земерова, 66'), Громолюк, Ирина Николаева, Екатерина Луцкевич (Хованская, 50'), Зоя Малиновская, Екатерина Жукова, Лис, О. Новикова (к), Чукисова (Елена Бузинова, 70') «Жемчужина»: Сенюта, Мартынюк, Ничипорук, Охримук, Мирошниченко, Наталья Глядко (к), Ольга Слыш, Киселевич, Григович, Пилипенко (Островец, 77'), Савчук (Гудченко, 85') |                                          |        |             | |

| 11 сентября 2005 | «Молодечно» | 0:3    | «Надежда»                  | Молодечно                     |
| |             | [ 12 ] | - Ласточкина 43′, 79′, 87′ | Стадион: ДЮСШ-2 Зрителей: 200 |
| «Молодечно»: Дубатовко (К. Волкова, 71'), Милошевская (Казубовская, 78'), Радько, Радченко, Неруш, Рейт, Адамчук, Жулева, Т. Новикова, Тамкович, Курдун (Сытько, 64') «Надежда»: Татьяна Маховская (Екатерина Щетько, 86'), Надежда Туркова, Виктория Любенкова (Елена Горелик, 83'), Светлана Знайдёнова, Наталья Ласточкина (к), Александра Рудницкая, Юлия Евсеева, Ольга Москалёва, Антонина Балабайкина, Мария Крушкина, Анна Ильянкова (Ольга Вальковская, 85') |             |        |                            |                               |

| 18 сентября 2005 | «Жемчужина»                         | 3:1   | «Бобруйчанка»   | Брест |
| | - Киселевич 27′, 73′ - Мартынюк 56′ | [ 3 ] | - Давыдович 53′ | Стадион: «Локомотив» Зрителей: 20 Судья: Зубковский (Минск) Помощники судьи: Никита Пыреев (Минск) и Горох (Брест) |
| «Жемчужина»: Сенюта (к), Татьяна Андреева, Мартынюк, Ничипорук, Охримук, Мирошниченко (Гудченко, 81'), Ольга Слыш, Киселевич, Григович, Пилипенко (Урезалова, 87'), Савчук «Бобруйчанка»: Мария Дашковская (Ольга Павлють, 33'), Анастасия Тарасевич, Ирина Третьякова (Светлана Мирная, 40'), Ольга Давыдович (к), Мурашко, Анастасия Куницкая, Екатерина Рафаленок (Инга Рейдольф, 72'), Екатерина Запруднова, Клавдия Софьина (Виктория Бундюкова, 52'), Инна Белявская, Елена Барило |                                     |       |                 | |

| 18 сентября 2005 | «Зорка-БДУ»                      | 3:0   | «Молодечно» | Минск |
| | - Лученок 20′, 73′ - Сысоева 68′ | [ 3 ] |             | Стадион: УСУ РЦОП БГУ Зрителей: 100 Судья: Зверок (Минск) Помощники судьи: И. Сафарьян и Пашкевич (оба — Минск) |
| «Зорка-БДУ»: Татьяна Гапанович, Анна Бондаренко (к), Елена Ходорович, Татьяна Кенда (Светлана Храповицкая, 63'), Светлана Рыжова, Мария Суша, Екатерина Стрельчик, Марина Лученок, Диана Тропникова, Татьяна Киосе (Екатерина Сень, 89'), Наталья Сысоева (Анастасия Попова, 71') «Молодечно»: Дубатовко, Адамчук, Якель, Жулева, Тамкович, Галина Станкевич, Сытько (Курдун, 72'), Радько (Милашевская, 46'), Радченко, Т. Новикова (к), Терешко (Рейт, 46') |                                  |       |             | |

| 24 октября 2005 | «Университет-Двина»  | 1:0   | «Бобруйчанка» | Витебск |
| | - Елена Бузинова 83′ | [ 1 ] |               | Стадион: ЦСК «Витебский» Зрителей: 100 Судья: Н. Пыреев (Минск) Помощники судьи: Ю. Пашкевич (Минск) и М. Потапова (Витебск) |
| «Университет-Двина»: Светлана Новикова, Коношонок, Алина Васильева (Елена Бузинова, 62'), Екатерина Кучинская (Анастасия Хаванская, 53'), Громолюк, Ирина Николаева (Земерова, 40'), О. Новикова (к), Марина Лис, Екатерина Луцкевич, Чукисова «Бобруйчанка»: Мария Дашковская, Анастасия Тарасевич, Инна Белявская, Анастасия Куницкая, Виктория Бундюкова, Елена Барило, Екатерина Ещик (Инга Рейдольф, 26'), Ирина Третьякова (Клавдия Софьина, 57'), Мурашко, Екатерина Запруднова, Ольга Давыдович (к) |                      |       |               | |

| 28 октября 2005 | «Университет-Двина»                                          | 5:0    | «Надежда» | Витебск |
| | - Громолюк 45′ - Лис 60′, 86′ - Чукисова 78′ - Коношонок 90′ | [ 13 ] |           | Стадион: Витебский ЦСК Зрителей: 50 Судья: Майоров (Минск) Помощники судьи: Никита Пыреев и Соловей (оба — Минск) |
| «Университет-Двина»: Светлана Новикова, Коношонок, Алина Васильева, Екатерина Кучинская, Громолюк, Зоя Малиновская, О. Новикова, Лис, Анастасия Хаванская (Инна Ботяновская, 60'), Елена Бузинова (Чукисова, 46'), Земерова «Надежда»: Татьяна Маховская, Виктория Любенкова, Светлана Знайдёнова, Ирина Болматова, Анастасия Грецкая (Денисенко, 81'), Наталья Ласточкина, Юлия Евсеева, Александра Рудницкая, Ольга Москалёва, Мария Крушкина, Антонина Балабайкина |                                                              |        |           | |

## Дублирующие составы
| 1 июня 2005 | «Бобруйчанка»                                                 | 4:0   | «Университет» | Бобруйск |
| | - Ещик 23′ (пен.) - М. Захарова 28′ - Комар 63′ - Диброва 71′ | [ 2 ] |               | Стадион: воинской части Зрителей: 50 Судья: Н. Пыреев (Минск) Помощники судьи: Шептунов (Минск) и Туровская (Могилёв) |
| «Бобруйчанка»: Ольга Литвин (к), Елена Вавуло, Виктория Ворончихина, Наталья Прыгунова, Анна Терехова, Виктория Бундюкова, Инга Рейдольф (Ольга Фоменко, 40'), Екатерина Ещик, Диана Комар (Оксана Диброва, 65'), Мария Захарова (Анна Лопантюк, 69') «Университет»: Куликова (к), Лавринович, Белевич, Коровушкина, Кондрашова, Шаройка, Сорокина, Лисова, Фирсова (Воробьёва, 47'), Хамицкая, Шарабуряк (Лепко, 44') |                                                               |       |               | |

| 5 июня 2005 | «Надежда»                                                                     | 5:0   | «Университет-Двина» | Могилёв |
| | - Денисенко 10′ - Ильянкова 27′ - Денисенко 28′ - Софьина 34′ - Москалёва 76′ | [ 2 ] |                     | Стадион: ФОК Зрителей: 50 Судья: Горькая (Могилёв) Помощники судьи: Кульбачинский и Генисев (оба - Могилёв) |
| «Надежда»: Ольга Вальковская (к), Елена Царикова (Денисенко, 49'), Виктория Любенкова, Анастасия Грецкая (Елена Горелик, 61'), Мария Крушкина, Анна Ильянкова, Ольга Москалёва, Денисенко (Диана Марфонова, 74'), Виктория Клепчукова, Юлия Евсеева (Александра Маркевич, 54'), Клавдия Софьина «Университет-Двина»: Куликова, Лавринович, Сорокина, Фирсова (Филатова, 46'), Белевич, Свиркова (Лепко, 46'), Лясова, Хамицкая (Кондрашова, 73'), Шарабуряк (Орехова, 59'), Коровушкина, Шаройка |                                                                               |       |                     | |

| 5 июня 2005 | «Бобруйчанка»  | 1:3   | «Молодечно»                                    | Бобруйск |
| | - Куницкая 55′ | [ 2 ] | - Терешко 4′ - Козловская 25′ - Тропникова 35′ | Стадион: воинской части Зрителей: 50 Судья: Смирных (Минск) Помощники судьи: Сафарьян и Цветков (оба — Минск) |
| «Бобруйчанка»: Ольга Литвин (к) (Елизавета Степанова, 36'), Наталья Прыгунова, Виктория Ворончихина, Анна Терехова, Виктория Бундюкова, Елена Вавуло, Инга Рейдольф, Анна Лопантюк, Ольга Фоменко (Диана Комар, 36'), Екатерина Ещик (Анастасия Куницкая, 36'), Анастасия Захарова «Молодечно»: Волкова (к), Сытько (Панарад, 36), Терешко (Лис, 43'), Тропникова, Неруш (Монид, 53'), Козловская, Елена Горелик, Казубовская, Мачулка, Лешкевич (Лосенкова, 42'), Шкуратова |                |       |                                                | |

|  | Надежда Могилёв (д)    | 3:0   | Молодечно (д) |  |
|  | - А. Денисенко ?, ?, ? | [ 6 ] |               |  |

|  | «Текстильщик» | 3:0 | «Бобруйчанка» |  |

|  | «Бобруйчанка»                                              | 4:0    | «Университет-Двина» |  |
|  | - Захарова 28′ - Ещик 23′ (пен.) - Комар 63′ - Диброва 71′ | [ 14 ] |                     |  |

|  | «Надежда»                                                          | 5:0    | «Университет-Двина» |  |
|  | - Денисенко 10′, 28′ - Ильянкова 27′ - Софьина 34′ - Москалёва 76′ | [ 14 ] |                     |  |

|  | «Бобруйчанка»         | 1:3    | «Молодечно»                                    |  |
|  | - Куницкая 55′ (пен.) | [ 14 ] | - Терешко 4′ - Козловская 25′ - Тропникова 35′ |  |

|  | «Бобруйчанка» | 0:2    | «Надежда»                                |  |
|  |               | [ 14 ] | - Денисенко 36′ - Балабайкина 44′ (пен.) |  |

|  | «Надежда»                | 3:0    | «Молодечно» |  |
|  | - Денисенко 5′, 14′, 19′ | [ 14 ] |             |  |

|  | «Университет»                     | 2:0    | «Текстильщик» |  |
|  | - Борисенко 21′ - Коровушкина 41′ | [ 14 ] |               |  |

|  | «Текстильщик»                                   | 3:0    | «Бобруйчанка» |  |
|  | - Ковалевская 31′ - Шаклеина 42′ - Поварчук 69′ | [ 14 ] |               |  |

|  | «Университет» | 0:2    | «Молодечно»                       |  |
|  |               | [ 14 ] | - Козловская 12′ - К. Волкова 14′ |  |

|  | «Текстильщик» | 0:5    | «Надежда»                                                            |  |
|  |               | [ 14 ] | - Денисенко 11′, 24′ - Москалёва 18′ - Рудницкая 38′ - Любенкова 52′ |  |

| 11 сентября 2005 | «Молодечно» | 0:0    | «Надежда» | Молодечно                                                                                                 |
| |             | [ 12 ] |           | Стадион: ДЮСШ-2 Зрителей: 100 Судья: Изотов (Минск) Помощники судьи: Лущинская и Потапова (обе — Витебск) |
| «Молодечно»: К. Волкова, Сытько, Казубовская, Лешкевич, Виктория Горелик, Козловская, Мачулка (Монид, 22'), Ерошова, Панарад, Шкуратова (А. Новикова, 53'), Ю.Лис «Надежда»: Екатерина Щетько, Александра Маркевич, Анна Денисенко, Анастасия Грецкая (Диана Марфонова, 35'; Шумякова, 41'), Виктория Клепчукова, Елена Горелик, Юлия Денисенко, Юлия Ковалевская, Валентина Нижегородова, Ольга Вальковская, Виктория Шляхтина |             |        |           | |

## Зимний чемпионат среди женских команд
Первый зимний чемпионат среди женских команд прошел с 21 по 25 февраля 2005 года в Орше.
| 21 февраля 2005 1 тур | «Жемчужина»        | 1:0    | «Бобруйчанка» |  |
|                       | - Глядко 2′ (пен.) | [ 15 ] |               |  |

| 21 февраля 2005 1 тур | «Надежда-Лифтмаш»               | 2:1    | «Текстильщик»           |  |
|                       | - Ласточкина 8′ - Болматова 78′ | [ 15 ] | - Т. Волкова 58′ (авт.) |  |

| 21 февраля 2005 1 тур | «Университет»                                  | 4:0    | «Двина» |  |
|                       | - Луцкевич 12′, 25′, 65′ (пен.) - Киселёва 66′ | [ 15 ] |         |  |

| 22 февраля 2005 2 тур             | «Бобруйчанка» | 3:0    | «Текстильщик» |  |
|                                   |               | [ 15 ] |               |  |
| Примечание: техническое поражение |               |        |               |  |

| 22 февраля 2005 2 тур | «Надежда-Лифтмаш» | 0:0    | «Университет» |  |
|                       |                   | [ 15 ] |               |  |

| 22 февраля 2005 2 тур | «Жемчужина»         | 1:0    | «Двина» |  |
|                       | - Глядко 30′ (пен.) | [ 15 ] |         |  |

| 23 февраля 2005 3 тур | «Текстильщик» | 1:4    | «Университет»                                        |  |
|                       | - Юрьева 33′  | [ 15 ] | - Пекарская 4′ - Кучинская 28′, 77′ - Чукисова 80+2′ |  |

| 23 февраля 2005 3 тур | «Надежда-Лифтмаш» | 0:0    | «Жемчужина» |  |
|                       |                   | [ 15 ] |             |  |

| 23 февраля 2005 3 тур | «Двина» | 0:1    | «Бобруйчанка»   |  |
|                       |         | [ 15 ] | - Мурашко 80+1′ |  |

| 24 февраля 2005 4 тур | «Жемчужина»                               | 2:1    | «Текстильщик»    |  |
|                       | - Исакович 28′ (авт.) - Глядко 57′ (пен.) | [ 15 ] | - Клыковская 80′ |  |

| 24 февраля 2005 4 тур | «Двина» | 0:5    | «Надежда-Лифтмаш»                                                               |  |
|                       |         | [ 15 ] | - О. Знайдёнова 33′, 74′ - Шрамок 38′ - Балабайкина 48′ - О. Волкова 64′ (авт.) |  |

| 24 февраля 2005 4 тур | «Бобруйчанка» | 0:2    | «Университет»               |  |
|                       |               | [ 15 ] | - Луцкевич 52′ - Жукова 40′ |  |

| 25 февраля 2005 5 тур | «Текстильщик»     | 1:3    | «Двина»                             |  |
|                       | - Т. Новикова 49′ | [ 15 ] | - Хаванская 23′, 64′ - Бурбулис 80′ |  |

| 25 февраля 2005 5 тур | «Университет» | 0:0    | «Жемчужина» |  |
|                       |               | [ 15 ] |             |  |

| 25 февраля 2005 5 тур | «Надежда-Лифтмаш»                                                       | 5:0    | «Бобруйчанка» |  |
|                       | - О. Знайдёнова 21′ - Манжук 29′ - Т. Волкова 34′, 69′ - Ласточкина 60′ | [ 15 ] |               |  |